# Mittel-Seemen
Mittel-Seemen ist ein Stadtteil von Gedern im hessischen Wetteraukreis. 

## Geografische Lage
Der Ort liegt südöstlich des Zentrums von Gedern am Südhang des Vogelsbergs auf einer Höhe von 350 m ü. NN, 16,5 Kilometer östlich von Nidda.

## Geschichte

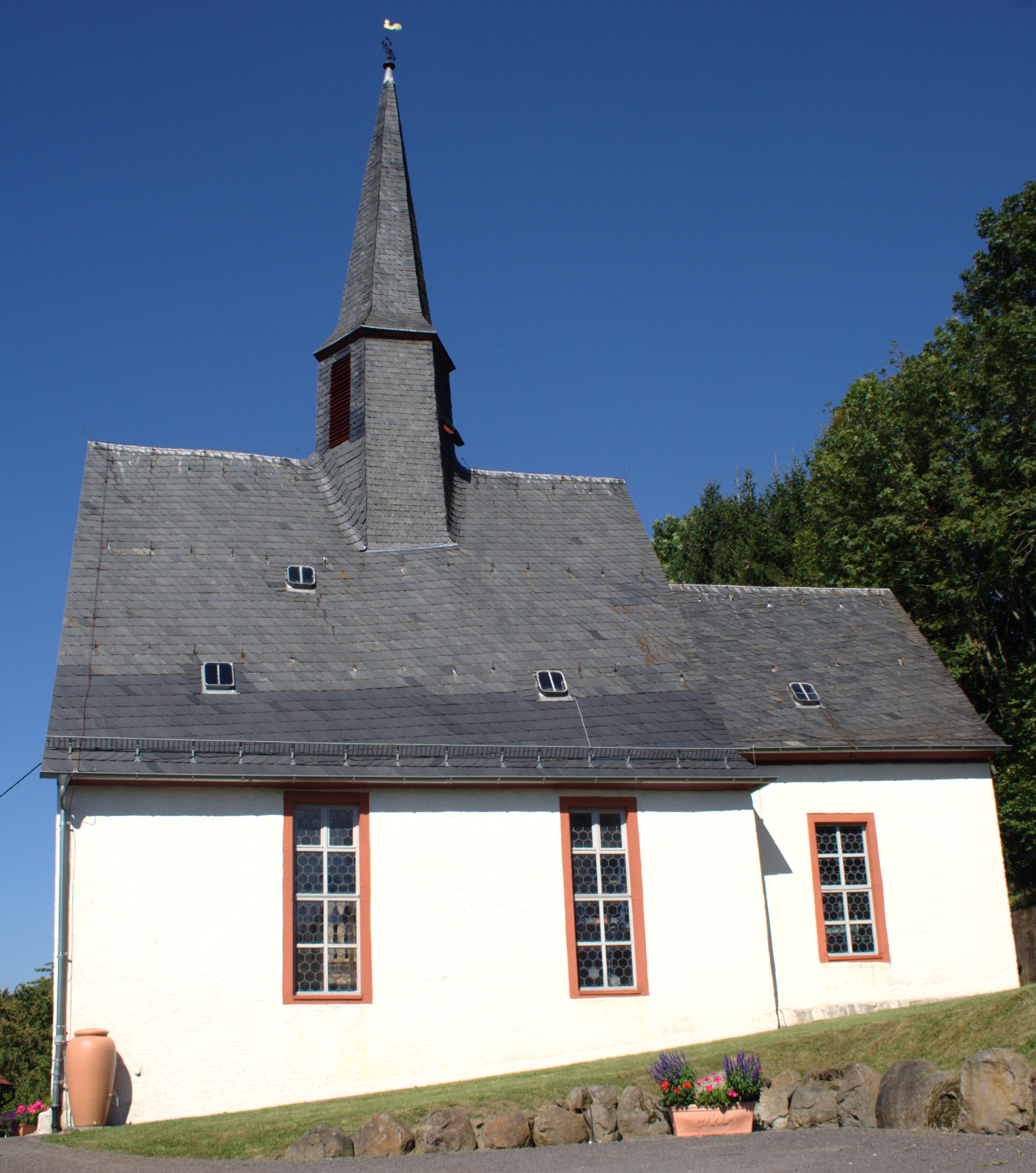
Evangelische Kirche in Mittel-Seemen

### Mittelalter
Die älteste erhaltene urkundliche Erwähnung des Dorfes stammt vom 3. Februar 1333 als Mittelsymen. Bereits um das Jahr 1000 wurde "Siemina" genannt. Welcher der drei Seemen-Orte gemeint ist, bleibt offen.
Das Dorf gehörte im Mittelalter und in der frühen Neuzeit zum Amt Ortenberg, einem Kondominat, das von drei Landesherren aus dem Kreis der Mitglieder des Wetterauer Grafenvereins gebildet wurde. 

### Frühe Neuzeit
Mittel-Seemen gehörte zu den Gebieten, in denen das Solmser Landrecht von 1571 gewohnheitsrechtlich, aber nur teilweise, rezipiert wurde. Das galt insbesondere für die Bereiche Vormundschaftsrecht, Erbleihe und eheliches Güterrecht. Im Übrigen galt das Gemeine Recht. Erst das Bürgerliche Gesetzbuch, das einheitlich im ganzen Deutschen Reich galt, setzte zum 1. Januar 1900 das alte Partikularrecht außer Kraft.
1601 kam es zu einer Realteilung des Kondominats, wobei das Dorf Mittel-Seemen der Grafschaft Stolberg-Roßla und dessen „Amt Ortenberg“ zugeschlagen wurde.
1724 wurde die Pfarrei begründet. Bei der Renovierung der Kirche im Jahr 1960 wurden alte Fresken freigelegt. Gegenüber der Kirche wurde 1787 eine Schule gebaut. 1970 wurde die einklassige Volksschule aufgelöst.

### Neuzeit
1806 fiel die Grafschaft Stolberg – und damit auch Mittel-Seemen – an das Großherzogtum Hessen. Hier gehörte Mittel-Seemen zum standesherrlichen Amt Ortenberg. 1821 bildete das Großherzogtum den Landratsbezirk Nidda, dem auch Mittel-Seemen zugeordnet wurde, und der ab 1832 Kreis Nidda hieß. Mit der Revolution von 1848 wurde kurzzeitig der Regierungsbezirk Nidda gebildet, 1852 aber der Kreis Nidda wiederbelebt. 1874 kam das Dorf zum Kreis Schotten, 1938 zum Landkreis Büdingen.
Hessische Gebietsreform (1970–1977)
Im Zuge der Gebietsreform in Hessen wurde die bis dahin Selbständige Gemeinde Mittel-Seemen zum 31. Dezember 1971 als Stadtteil in die Stadt Gedern eingemeindet.
Für Mittel-Seemen, wie für alle nach Gedern eingegliederten ehemaligen Gemeinden sowie für die Kernstadt, wurde je ein Ortsbezirk gebildet.

### Verwaltungsgeschichte im Überblick
Die folgende Liste zeigt die Staaten und Verwaltungseinheiten, denen Mittel-Seemen angehört(e):
- vor 1601: Heiliges Römisches Reich, Amt Ortenberg (Kondominat des Wetterauer Grafenvereins)
- ab 1601: Heiliges Römisches Reich, Grafschaft Stolberg-Wernigerode, Amt Ortenberg
- ab 1645: Heiliges Römisches Reich, Grafschaft Stolberg-Stolberg, Amt Ortenberg
- ab 1706: Heiliges Römisches Reich, Grafschaft Stolberg-Roßla, Amt Ortenberg[11]
- ab 1806: Großherzogtum Hessen (Souveränitätslande),[Anm. 2]. Fürstentum Oberhessen, Amt Ortenberg (zur Standesherrschaft Stolberg gehörig)
- ab 1815: Großherzogtum Hessen (Souveränitätslande), Provinz Oberhessen, Amt Ortenberg[12] (zur Standesherrschaft Stolberg gehörig)
- ab 1821: Großherzogtum Hessen, Provinz Oberhessen, Landratsbezirk Nidda[13][Anm. 3]
- ab 1832: Großherzogtum Hessen, Provinz Oberhessen, Kreis Nidda
- ab 1848: Großherzogtum Hessen, Regierungsbezirk Nidda
- ab 1852: Großherzogtum Hessen, Provinz Oberhessen, Kreis Nidda
- ab 1867: Norddeutscher Bund,[Anm. 4]  Großherzogtum Hessen, Provinz Oberhessen, Kreis Nidda
- ab 1871: Deutsches Reich, Großherzogtum Hessen, Provinz Oberhessen, Kreis Nidda
- ab 1874: Deutsches Reich, Großherzogtum Hessen, Provinz Oberhessen, Kreis Schotten
- ab 1918: Deutsches Reich (Weimarer Republik), Volksstaat Hessen, Provinz Oberhessen, Landkreis Schotten
- ab 1938: Deutsches Reich, Volksstaat Hessen, Landkreis Büdingen[14][Anm. 5]
- ab 1945: Amerikanische Besatzungszone, Groß-Hessen,[Anm. 6] Regierungsbezirk Darmstadt, Landkreis Büdingen
- ab 1946: Amerikanische Besatzungszone, Land Hessen, Regierungsbezirk Darmstadt, Landkreis Büdingen
- ab 1949: Bundesrepublik Deutschland, Land Hessen, Regierungsbezirk Darmstadt, Landkreis Büdingen
- ab 1972: Bundesrepublik Deutschland, Land Hessen, Regierungsbezirk Darmstadt, Wetteraukreis, Stadt Gedern

### Bevölkerung
Einwohnerstruktur 2011
Nach den Erhebungen des Zensus 2011 lebten am Stichtag dem 9. Mai 2011 in Mittel-Seemen 315 Einwohner. Darunter waren 3 (0,9 %) Ausländer.
Nach dem Lebensalter waren 48 Einwohner unter 18 Jahren, 133 zwischen 18 und 49, 63 zwischen 50 und 64 und 75 Einwohner waren älter.
Die Einwohner lebten in 138 Haushalten. Davon waren 42 Singlehaushalte, 51 Paare ohne Kinder und 39 Paare mit Kindern, sowie 9 Alleinerziehende und keine Wohngemeinschaften. In 33 Haushalten lebten ausschließlich Senioren und in 81 Haushaltungen lebten keine Senioren.
Einwohnerentwicklung
Zwischen 1858 und 1886 reduzierte sich die Einwohnerzahl um nahezu die Hälfte, weil 155 Personen aufgrund wirtschaftlicher Not nach Amerika auswanderten.
| Mittel-Seemen: Einwohnerzahlen von 1834 bis 2022 | Mittel-Seemen: Einwohnerzahlen von 1834 bis 2022 | Mittel-Seemen: Einwohnerzahlen von 1834 bis 2022 | Mittel-Seemen: Einwohnerzahlen von 1834 bis 2022 | Mittel-Seemen: Einwohnerzahlen von 1834 bis 2022 |
| --- | ------------------------------------------------ | ------------------------------------------------ | ------------------------------------------------ | ------------------------------------------------ |
| Jahr |                                                  |                                                  |                                                  | Einwohner                                        |
| 1834 | 1834                                             |                                                  | 402                                              | 402                                              |
| 1840 | 1840                                             |                                                  | 435                                              | 435                                              |
| 1846 | 1846                                             |                                                  | 410                                              | 410                                              |
| 1852 | 1852                                             |                                                  | 382                                              | 382                                              |
| 1858 | 1858                                             |                                                  | 372                                              | 372                                              |
| 1864 | 1864                                             |                                                  | 337                                              | 337                                              |
| 1871 | 1871                                             |                                                  | 356                                              | 356                                              |
| 1875 | 1875                                             |                                                  | 255                                              | 255                                              |
| 1885 | 1885                                             |                                                  | 231                                              | 231                                              |
| 1895 | 1895                                             |                                                  | 216                                              | 216                                              |
| 1905 | 1905                                             |                                                  | 240                                              | 240                                              |
| 1910 | 1910                                             |                                                  | 243                                              | 243                                              |
| 1925 | 1925                                             |                                                  | 268                                              | 268                                              |
| 1939 | 1939                                             |                                                  | 236                                              | 236                                              |
| 1946 | 1946                                             |                                                  | 368                                              | 368                                              |
| 1950 | 1950                                             |                                                  | 331                                              | 331                                              |
| 1956 | 1956                                             |                                                  | 310                                              | 310                                              |
| 1961 | 1961                                             |                                                  | 290                                              | 290                                              |
| 1967 | 1967                                             |                                                  | 293                                              | 293                                              |
| 1970 | 1970                                             |                                                  | 282                                              | 282                                              |
| 1980 | 1980                                             |                                                  | ?                                                | ?                                                |
| 1990 | 1990                                             |                                                  | ?                                                | ?                                                |
| 2000 | 2000                                             |                                                  | ?                                                | ?                                                |
| 2011 | 2011                                             |                                                  | 318                                              | 318                                              |
| 2022 | 2022                                             |                                                  | 271                                              | 271                                              |
| Datenquelle: Historisches Gemeindeverzeichnis für Hessen: Die Bevölkerung der Gemeinden 1834 bis 1967. Wiesbaden: Hessisches Statistisches Landesamt, 1968. Weitere Quellen: LAGIS; Zensus 2011; 2022 |                                                  |                                                  |                                                  |                                                  |

Religionszugehörigkeit
| • 1961: | 260 evangelische (= 89,66 %), 30 katholische (= 10,34 %) Einwohner |

## Politik
Für Mittel-Seemen besteht ein Ortsbezirk (Gebiete der ehemaligen Gemeinde Mittel-Seemen) mit Ortsbeirat und Ortsvorsteher nach der Hessischen Gemeindeordnung.
Der Ortsbeirat besteht aus sieben Mitgliedern. 
Bei den Kommunalwahlen in Hessen 2021 gehörten alle Kandidaten der „Bürgerliste Mittel-Seemen“ an. Der Ortsbeirat wählte Uwe Plößer zum Ortsvorsteher.

## Kulturdenkmäler
Siehe: Liste der Kulturdenkmäler in Mittel-Seemen

## Infrastruktur
- Durch Mittel-Seemen verläuft die Landesstraße 3010.
- Die Seementalhalle, eine Veranstaltungshalle, wurde 1968 erbaut.